# Niech żyje wolność
Niech żyje wolność (fr. À nous la liberté) – francuska komedia muzyczna z 1931 roku w reżyserii René Claira.

## Nagrody i nominacje
| Nazwa nagrody | Wygrane            | Nominacje                                 |
| ------------- | ------------------ | ----------------------------------------- |
| Oscar         | 1932 bez rezultatu | 1932 Najlepsza scenografia Lazare Meerson |